# Grønholt Station
Grønholt Station er et dansk trinbræt i nærheden af landsbyen Grønholt i Nordsjælland. Stoppestedet ligger på jernbanestrækningen Lille Nord og blev oprettet i 1934.
Da banen er enkeltsporet og uden vigespor, består trinbrættet kun af en perron med venteskur. 

## Antal rejsende
Ifølge Østtællingen var udviklingen i antallet af dagligt afrejsende:
| År   | Antal | År   | Antal |
| ---- | ----- | ---- | ----- |
| 1984 | 40    | 1996 | 52    |
| 1987 | 51    | 1997 | 43    |
| 1990 | 41    | 1998 | 74    |
| 1991 | 46    | 2000 | 68    |
| 1992 | 39    | 2001 | 40    |
| 1993 | 49    | 2002 | 30    |
| 1995 | 47    | 2003 | 61    |